# Euxoa hercegovinensis
Euxoa hercegovinensis là một loài bướm đêm trong họ Noctuidae.